# U 304
U 304  war ein deutsches U-Boot des Typs VII C. Es wurde von der Kriegsmarine während des U-Boot-Krieges im Zweiten Weltkrieg im Nordatlantik eingesetzt. 

## Technische Daten
Die Werft der Flender Werke AG in Lübeck war bereits vor Kriegsbeginn im Rahmen des  sogenannten Z-Plans durch die Kriegsmarine mit dem Bau von U-Booten beauftragt. Ab 1939 war ein jährlicher Ausstoß von zehn Booten des Typ VII C vorgesehen. Zusätzlich war die Werft der Flender-Werke mit U-Bootreparaturen betraut. Der vierte Auftrag zum Bau von VII C-Booten erging im Dezember 1940 und umfasste insgesamt zwei Boote, U 303 und U 304. Die Boote dieser Klasse wurden aufgrund ihrer Verwendbarkeit auch „Atlantikboote“ genannt. Ein solches Boot war 769 m³ groß, 66,5 m lang und hatte einen Tiefgang von 4,74 m. Die zwei jeweils 1400 PS starken Dieselmotoren erbrachten eine Überwassergeschwindigkeit von 17 kn, das entspricht 31,5 km/h. Unter Wasser wurde ein VII C–Boot von zwei Elektromotoren mit insgesamt 750 PS angetrieben und erreichte eine Unterwassergeschwindigkeit von 7,6 kn, das sind 14 km/h.

## Kommandant
Heinz Koch wurde am 13. Juli 1914 im schleswig-holsteinischen Erfde geboren und trat 1939 in die Kriegsmarine ein. Nach seiner Grund- und Bordausbildung wurde er bei der 2. Hafenschutz-Flottille eingesetzt. Im November 1940 trat Heinz Koch seine U-Bootausbildung an, die er im April 1941 beendete. Bis zum Juni 1942 fuhr er als Wachoffizier auf U 331. Unter dem Kommando von Hans-Diedrich Freiherr von Thiesenhausen machte Heinz Koch bis zum Juni 1942 sieben Feindfahrten auf diesem Boot, dann wurde er zum einmonatigen  Kommandantenlehrgang bei der 24. U-Flottille befohlen. Am 5. August desselben Jahres stellte Heinz Koch U 304 in Dienst, das er bis zum Untergang des Bootes kommandierte. Er wurde am 1. März 1943 zum Oberleutnant zur See befördert.

## Einsatz und Geschichte
Bis zum 31. März 1943 war U 304 der 8. U-Flottille unterstellt, die in Danzig stationiert war. Kommandant Koch unternahm in dieser Zeit Ausbildungsfahrten in der Ostsee zum Training der Besatzung und zum Einfahren des Bootes. Am 1. April 1943 wurde das Boot der 1. U-Flottille zugeteilt, einer Frontflottille, die im nordfranzösischen Brest stationiert war. Zwei Wochen später verließ U 304 Kiel zur ersten Unternehmung. Das Boot wurde der U-Bootgruppe Donau I zugeteilt, die nach den Maßgaben der von Karl Dönitz entwickelten Rudeltaktik südlich von Grönland das Gefecht mit alliierten Geleitzügen suchen sollte.

### U-Bootgruppe Donau I
Im April 1943 gelang es dem deutschen B-Dienst, der mit der Entzifferung des alliierten Funkverkehrs beauftragt war, Informationen über geplanten Geleitzüge zu erlangen, die von Nordamerika aus den Atlantik überqueren sollten. Dementsprechend stellte die deutsche U-Bootführung südlich von Grönland einen Suchstreifen zusammen, der den Geleitzügen HX 238 und SC 130 auflauern sollten. In der Nacht zum 18. Mai entdeckte Kommandant Koch den letzteren Geleitzug, der aus 37 Schiffen bestand, und meldete deren Position und Geschwindigkeit. Aufgrund der Signale von U 304 gelang es, weitere U-Boote an SC 130 heranzuführen. Die acht Kriegsschiffe, die den Geleitschutz von SC 130 stellten, peilten die U-Boote teilweise mit Huff-Duff ein und vertrieben die Angreifer, ohne dass es einem der deutschen Kommandanten gelang, einen erfolgreichen Angriff zu fahren. Am nächsten Tag wurde der Geleitschutz durch mehrere B-24 Bomber verstärkt, denen es gelang, einige U-Boote aufzuspüren und anzugreifen. Zudem traf eine weitere Sicherungsgruppe aus vier Schiffen der Royal Navy ein, die die Anzahl der Geleitschiffe somit auf 12 erhöhte. Weder an diesem, noch am nächsten Tag gelang es einem deutschen U-Boot eines der alliierten Schiffe erfolgreich anzugreifen. Die Geleitsicherung von SC 130 beschädigte zwei U-Boote und versenkte drei weitere: U 258, U 381 und U 954. Der langsame Geleitzug SC 130 traf am 25. Mai 1943 in England ein, er hatte keine Verluste zu verzeichnen. Seine Luftsicherung hatte 28 U-Boote gesichtet, zehn angegriffen und ihrerseits keinen Angriff auf die Frachtschiffe zugelassen. Die Erfolglosigkeit der eigenen U-Boote sah Karl Dönitz in der Effizienz der alliierten Luftsicherung begründet.

## Versenkung
Im Mai 1943 gingen bis zum 23. des Monats insgesamt 31 U-Boote im Nordatlantik verloren. Daher entschloss sich Karl Dönitz, die deutschen U-Boote aus diesem Seegebiet abzuziehen und befahl den dort eingesetzten Booten am 24. Mai die Rückkehr zu den nordfranzösischen Stützpunkten. Um den Abzug der Streitkräfte gegenüber den Alliierten zu verschleiern, wurden jedoch einige Boote im Nordatlantik belassen, die durch ausschweifendes Funken die Anwesenheit vieler U-Boote vortäuschen sollten. Eines der hierfür weiterhin im Nordatlantik patrouillierenden Boote war U 304. Am 28. Mai wurde das Boot von einem auf Island stationierten B-24 Bomber der No. 120 Squadron des Coastal Command der Royal Air Force entdeckt und südöstlich von Kap Farvel versenkt.